# Expérience de Bertozzi
Pour les articles homonymes, voir Bertozzi.
L'expérience de Bertozzi est une réalisation expérimentale simple et pédagogique mettant en évidence que les particules suivent une dynamique relativiste, et non classique, lorsqu'elles sont accélérées à des vitesses non négligeables par rapport à la vitesse de la lumière dans le vide c.
Elle a été réalisée en 1964 par William Bertozzi et consiste en l'accélération d'électrons sous de très fortes tensions électriques. L'expérience mesure la vitesse des électrons soumis à une tension électrique dans un accélérateur de particules, le résultat principal étant que si la tension devient trop forte cette vitesse « sature » à la vitesse de la lumière c, et ne la dépasse en aucun cas contrairement à ce que prévoit la mécanique classique.
L'expérience est souvent citée dans les manuels de relativité pour illustrer la mesure de l'écart entre dynamique classique et relativiste.

## Protocole expérimental
On emploie un accélérateur d'électrons, dont la tension varie de 0,5 à 15 mégavolts, couplé à un tube à vide : les électrons sont accélérés par paquets dans l'accélérateur, en sortent, puis parcourent le tube à vide sur 8,4 m de long, avant de percuter une cible en aluminium.
Un anneau étant placé à la sortie de l'accélérateur, c'est-à-dire à l'entrée du tube à vide, on peut mesurer la différence de temps entre certains électrons du paquet qui frappent l'anneau d'entrée et ceux du même paquet qui arrivent jusqu'à la cible. Connaissant la distance parcourue (8,4 m), on est capable de mesurer directement la vitesse v des électrons d'un même paquet par la relation vitesse v = distance parcourue / différence de temps.
Cette vitesse v ainsi que l'énergie cinétique Ec des électrons peut être connue en fonction de la tension accélératrice appliquée U. En effet, le principe de conservation de l'énergie implique qu'à la sortie de l'accélérateur :
{\displaystyle E_{c}=eU} où e désigne la charge électrique de l'électron. Or selon la mécanique classique {\displaystyle E_{c}={\frac {1}{2}}mv^{2}}, on peut alors en déduire que la vitesse acquise après l'accélération devrait suivre une relation de proportionnalité en fonction de la racine carrée de la tension appliquée lors de l'accélération :
{\displaystyle v={\sqrt {\frac {2eU}{m}}}}.

## Résultats
On constate que la vitesse v et l'énergie cinétique Ec augmentent bien avec la tension U, mais que celles-ci dévient des prévisions de la mécanique classique lorsque la tension appliquée augmente : la courbe prévue n'est plus une vitesse v proportionnelle à la racine carrée de la tension U, comme c'est le cas pour les faibles valeurs de U, mais une vitesse qui se stabilise sous la valeur limite c.
On mesure que :
- si v < 0,14 c alors la dynamique classique est valable, v suivant une droite linéaire comme prévu par cette dernière.
- si v > 0,14 c alors la v s'écarte progressivement de la droite précédente suivant une courbe en accord avec la dynamique relativiste.
- jamais v n'atteint exactement ou ne dépasse c, quelle que soit la tension d'accélération appliquée.

De plus, les mesures d'échauffement de la cible confirment bien que les électrons restituent lors du choc toute l'énergie cinétique acquise pendant l'accélération, mais que cette dernière ne suit pas la relation classique {\displaystyle E_{c}={\frac {1}{2}}mv^{2}} mais la relation relativiste {\displaystyle E_{c}=(\gamma -1)mc^{2}} où {\displaystyle \gamma ={\bigg (}1-{\frac {v^{2}}{c^{2}}}{\bigg )}^{-1/2}} est le coefficient relativiste.